# Delfstrahuizen

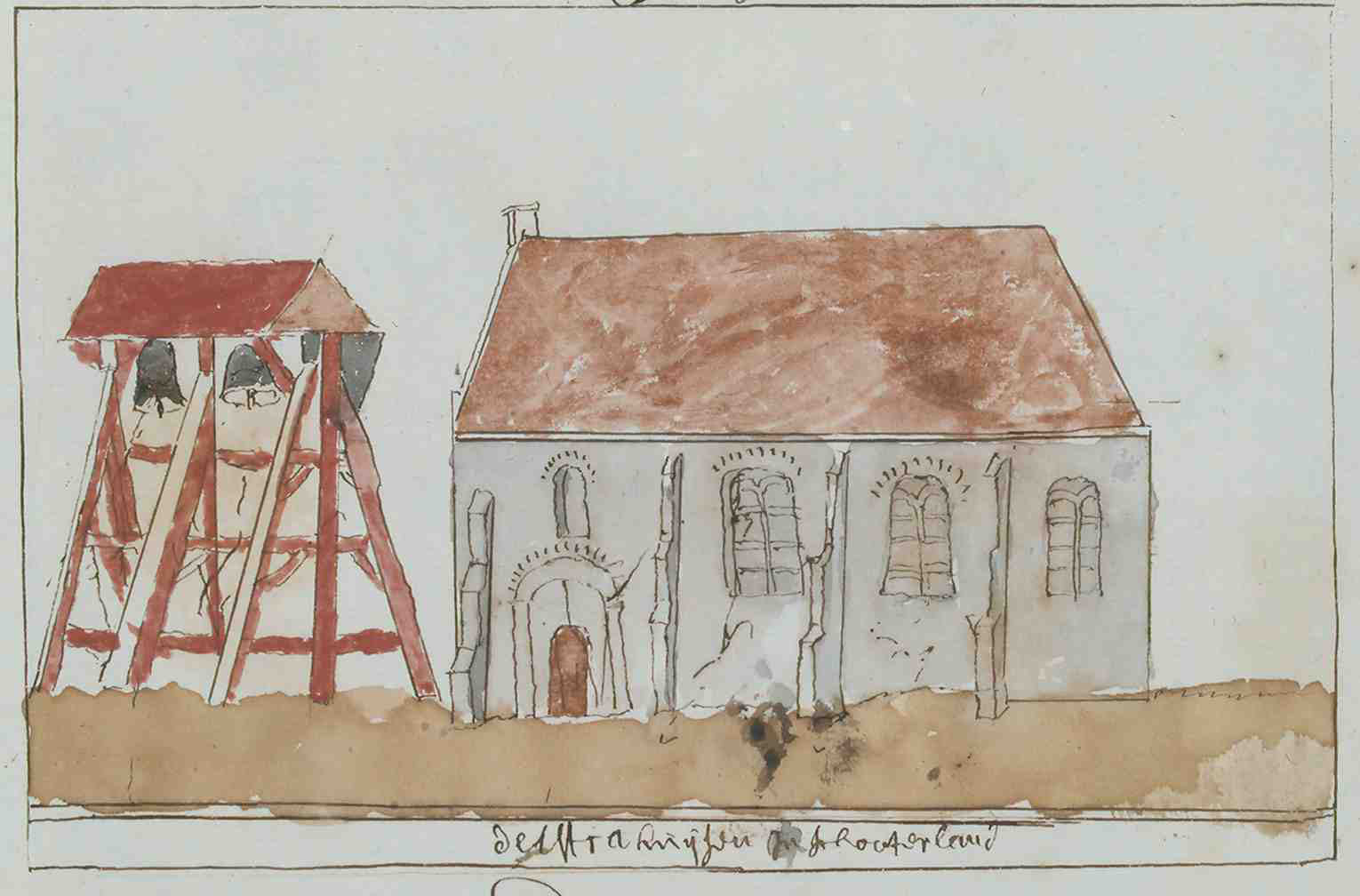
De kerk en klokkenstoel van Delfstrahuizen in Schooterland, Atlas Schoemaker: Friesland1710-1735

Delfstrahuizen (Fries: Dolsterhuzen of Dolsterhûzen; Stellingwerfs: Delfstrehuzen) is een dorp in de gemeente De Friese Meren, in de Nederlandse provincie Friesland. Delfstrahuizen ligt tussen Lemmer en Wolvega, naast Echtenerbrug ten zuiden van het Tjeukemeer. Het dorp vormt samen met Echtenerbrug een tweelingdorp. 
Delfstrahuizen, Echtenerbrug en Echten hebben een gezamenlijke plaatselijk belangvereniging De Trije Doarpen. In 2023 telde Delfstrahuizen 485 inwoners. De buurtschap Zevenbuurt ligt in hetzelfde postcodegebied als Delfstrahuizen.

## Geschiedenis
Delfstrahuizen is ontstaan in een laagveengebied. De naam zou volgens taalkundigen afgeleid zijn van het oud-friese woord ‘delva’ wat afgraven of afgegraven water betekent. Het oorspronkelijke dorp lag ongeveer een kilometer noordelijker, aan Marwei ten noorden van de Trekkersweg.
Vanaf de 15e eeuw werd de plaats vermeld als Nye Delfsterhuisen en Olde Delfsterhuisen, Delffsterhuijssen, Delstra-Huysen, Delsterhuysen en Delfterhuys. Het dorp lag vanaf de 15e eeuw in het gouw Zevenwouden. 
De verveningen die in omliggende plaatsen al een grote omvang hadden aangenomen, zijn bij Delfstrahuizen pas veel later op gang gekomen. Hier en daar was een klein begin (graverijtje), maar de echte vervening kwam pas op gang in de tweede helft van de 19e eeuw. Het gebied van Delfstrahuizen heeft hierdoor een metamorfose ondergaan. Dat in Delfstrahuizen in vroeger tijden veel bos is geweest bewijzen de stobben en stronken die bij de landontginning en droogmaking van veengaten aan het licht zijn gekomen.
Aan het eind van de 17e eeuw ontstond bij een brug over de Pier Christiaansloot halverwege de weg naar Echten een nederzetting. Deze plaats groeide uiteindelijk aan beide kanten van de brug en werd de plaats Echtenerbrug die deels op het grondgebied van Delfstrahuizen lag. In de 19e eeuw groeide Echtenerbrug verder tot een dorp. Doordat Echtenerbrug deels op het grondgebied van Delfstrahuizen lag, werden de twee plaatsen vaak als één beschouwd, ook al lag de oorspronkelijke plaats Delfstrahuizen nog altijd een stukje naar het noorden. 
De twee dorpen lagen tot 1984 in twee verschillende gemeenten. Bij de gemeentelijke herindeling voor 1984 werd Delfstrahuizen toegevoegd aan de Lemsterland. Daarvoor behoorde het tot de gemeente Haskerland en tot 1934 in de gemeente Schoterland. Sinds 2014 ligt de plaats in de gemeente De Friese Meren.

## Omgeving
Het dorpsgebied heeft zijn weidsheid behouden, maar heeft nog duidelijk de kenmerken van een veenpoldergebied. Bij Zevenbuurt loopt de oude rivier de Tjonger, aan de oostkant van het dorpsgebied.

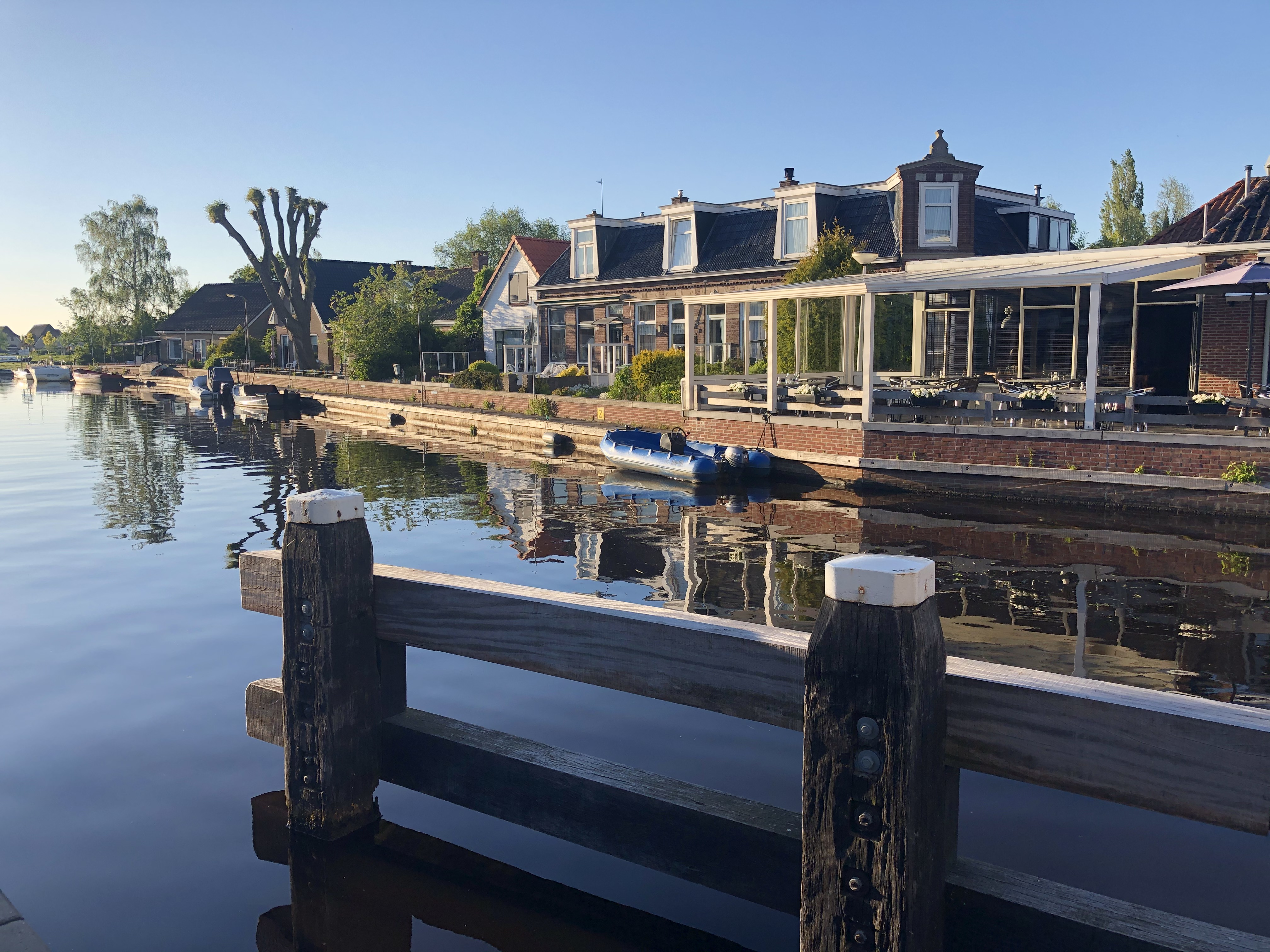
Delfstrahuizen aan de Pier Christiaansloot
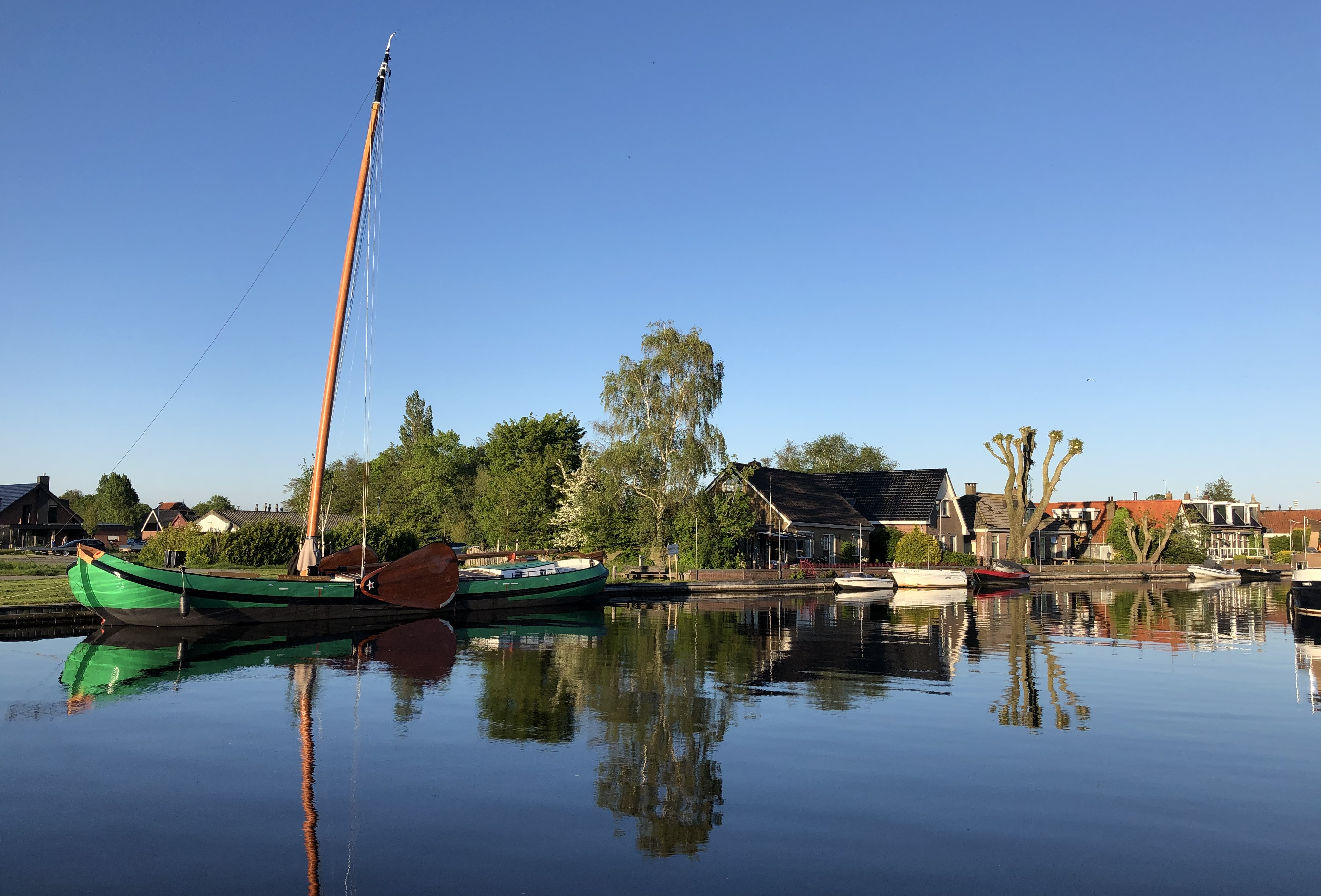
Lenteavond met het skûtsje "De Trije Doarpen"

## Openbaar vervoer
- Lijn 48: Heerenveen - Rottum - Sintjohannesga - Rotsterhaule - Rohel - Vierhuis - Delfstrahuizen - Echtenerbrug - Echten - Oosterzee - Lemmer

## Sport
Sinds 1934 kent het dorp de voetbalvereniging VV Delfstrahuizen.